# Бафф
Бафф (англ. buff) — понятие в компьютерных играх, обозначающее временное усиление персонажа, которым управляет игрок, как правило, под действием специального заклинания. Срок баффа либо фиксирован, либо длится до его отмены игроком. Те или иные баффы существуют практически во всех MMORPG. Способы их действия весьма различны, как между играми, так и внутри одной игры, однако существуют следующие основные типы:
- Увеличение характеристик цели, таких как сила, сноровка, очки жизни или мана. Прирост обычно даёт большую, чем раньше, возможность наносить урон, либо повышенную выживаемость. Примерами являются Avatar в EverQuest (увеличивает жизнь и защищённость), Mark of the Wild в World of Warcraft, Bless the Soul и Bless the Body в Lineage II.
- Прирост скорости передвижений. Полезен в больших игровых мирах. Примеры: Spirit of the Wolf в EverQuest, Aspect of the Pack в World of Warcraft, Wind Walk в Lineage II.
- Новые типы взаимодействия с миром, такие как левитация, невидимость или подводное дыхание.
- Добавочное сопротивление определённым видам воздействия. Важно для прохода по опасным областям: например, защита от огня полезна для прохода через лавовые поля.
- Наращивание скорости атаки позволяет наносить мобу больше урона за единицу времени.

Как правило, классы персонажей, накладывающие баффы (Клерики, Жрецы, Паладины, Пророки, Старейшины и т. п.), обладают также целительскими способностями.

## Дебафф
К дебаффам относится любое негативное воздействие на игрока или моба, отличное от прямого нанесения урона. Как правило, для любого качества, которое может быть увеличено баффом, существует уменьшающий его дебафф. Типичные примеры:
- Уменьшение характеристик. Эта разновидность дебаффа ослабляет цель, вынуждает причинять меньше урона, а получать больше.
- Замедление (капкан) или остановка движения (рут), оглушение (стан) или оглушение, снимаемое первой же атакой по цели (сон, усыпление).
- Другие негативные эффекты, такие как слепота или немота: поражённый ими противник теряет возможность применять часть своих способностей.
- Уменьшенное сопротивление огню, холоду, магии и т. д. Такой дебафф делает противника более уязвимым для специальных атак (например, заклинаний).